# Biểu tình România 2017–2019
Vào tháng 1 năm 2017, nhiều ngày sau khi chính phủ của Sorin Grindeanu tuyên thệ nhậm chức tại România, nhiều cuộc biểu tình lớn đã diễn ra trên khắp đất nước chống lại nghị định được đề xuất bởi Bộ Tư pháp România về việc tha thứ tội phạm cam kết nhất định, và sửa đổi Bộ luật Hình sự của România (đặc biệt là liên quan đến việc lạm dụng quyền lực).
Bất chấp những phản ứng tiêu cực từ cả các cơ quan tư pháp và công chúng, chính phủ vừa tuyên thệ nhậm chức bí mật thông qua Pháp lệnh sửa đổi Bộ luật Hình sự và hình sự tố tụng trong đêm ngày 31 tháng 1. Những đối thủ cáo buộc rằng, pháp lệnh được dự định để xóa bỏ kết án tham nhũng của chính phủ, và để giúp đỡ hàng trăm chính trị gia hiện tại và trước đây để thoát khỏi điều tra tội phạm đang diễn ra và hoặc phạt tù giam.
Ngay sau khi có thông báo rằng các pháp lệnh được thông qua, hơn 25.000 người biểu tình đêm đó. Các cuộc biểu tình tăng lên vào ngày hôm sau đến hơn 300.000 người trên khắp cả nước, trở nên các cuộc biểu tình lớn nhất kể từ sự sụp đổ của chủ nghĩa cộng sản. Các cuộc biểu tình được tiếp tục hàng ngày kể từ đó và chúng đạt đến đỉnh cao vào ngày 5 tháng 2, khi theo ước tính của Digi 24, lên đến 600.000 người biểu tình trên toàn quốc.
Cho đến nay,những người biểu tình đã thành công trong việc chống Chính phủ cánh tả và xã hội chủ nghĩa Romania khiến hệ thống phe cánh tả suy tàn.